# Ty luân sở
Theo Từ điển chức quan Việt Nam, 2002, Đỗ Văn Ninh, Ty luân sở là là một trong 4 sở Nội các (Bí thư sở, Bản chương sở, Ty luân sở, Thượng bảo sở) thời Nguyễn thời Thiệu trị trở về sau. Tiền thân Thừa vụ tào là Thừa vụ tào. Năm Thiệu Trị 4 (1844), Thừa vụ tào được đổi tên thành Ty luân sở.

## Lưu ý
Ty luân sở có thể đúng là tên của một sở nhưng vì chưa tìm thấy chữ Hán của Ty luân sở, nên chưa thể khẳng định đây đúng là tên được đổi thời Thiệu Trị.